# Gali Baharav-Miara

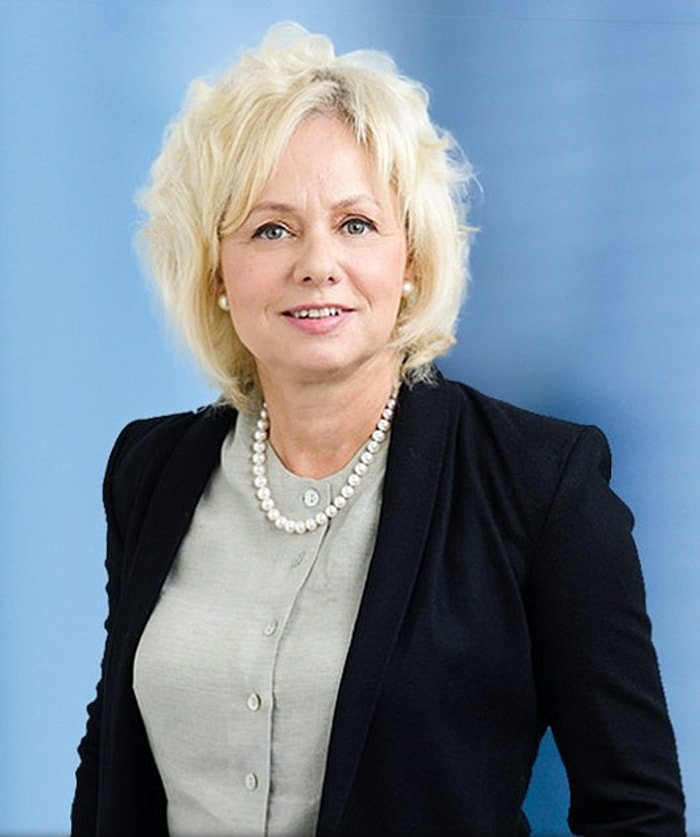
Gali Baharav-Miara (2022)

Gali Baharav-Miara (hebräisch גלי בהרב-מיארה; geboren am 18. September 1959) ist eine israelische Juristin und die amtierende Generalstaatsanwältin Israels. Sie ist die erste Frau in diesem Amt.

## Leben
Baharav-Miara wurde 1959 in Israel geboren. Ihre Mutter Shulamit Baharav (geb. Davidovich) war Malerin, ihr Vater Emanuel Baharav diente in der Palmach und kämpfte im Unabhängigkeitskrieg. Sie absolvierte ihr Jurastudium an der Universität Tel Aviv, wo sie 1984 ihren Bachelor mit Auszeichnung und 1990 ihren Master erwarb. An der Universität war sie auch als Lehrassistentin und Dozentin tätig.

## Berufliche Ausbildung
1985 trat Baharav-Miara in die Staatsanwaltschaft Tel Aviv-Jaffa ein, wo sie etwa 30 Jahre in verschiedenen Positionen tätig war, hauptsächlich in den Bereichen Zivil- und Verwaltungsrecht. 2002 wurde sie zur Leiterin der Verwaltungsabteilung der Staatsanwaltschaft ernannt.
Von 2007 bis 2015 leitete sie als Bezirksstaatsanwältin die Abteilung für Zivilangelegenheiten in Tel Aviv-Jaffa. Nach ihrem Ausscheiden aus der Staatsanwaltschaft arbeitete Baharav-Miara von 2015 bis 2021 als Beraterin für die Anwaltskanzlei Tadmor & Co.

## Karriere als Generalstaatsanwältin
Im Februar 2022 wurde Baharav-Miara zur Generalstaatsanwältin Israels ernannt und trat damit die Nachfolge von Avichai Mandelblit an. Ihre Ernennung erfolgte auf Vorschlag des damaligen Justizministers Gideon Sa’ar und wurde von der Regierung einstimmig bestätigt. Maharav-Miaras Amtszeit als Generalstaatsanwältin ist von Konflikten mit der rechtsreligiösen Regierung unter Benjamin Netanjahu geprägt.  Seit ihrem Amtsantritt hat sich Baharav-Miara insbesondere gegen die von der Regierung vorangetriebene umstrittene Justizreform gestellt, die nach Ansicht von Kritikern die Gewaltenteilung in Israel gefährdet. Im März 2025 leitete Justizminister Yariv Levin ein Verfahren zu ihrer Absetzung ein. Das Verfahren löste landesweit Proteste aus. Anfang Juni 2025 berichteten Medien, dass das Kabinett eine Änderung des Prozesses zur Entlassung derartiger Funktionsträger gebilligt habe. Im bisherigen Verfahren hätte sich ein Sonderkomitee damit befassen müssen, das Kabinett entschied jedoch, dass künftig ein Ausschuss von Ministern darüber entscheiden solle.
Im Dezember 2024 entschied Gali Baharav-Miara, kein Verfahren gegen Rabbiner Eliyahu Mali einzuleiten, der gesagt hatte, dass alle Bewohner des Gazastreifens – inklusive Frauen, Babys und alte Menschen – getötet werden sollten. Im Mai 2025 beschloss sie trotz internationalem Druck, keine strafrechtlichen Ermittlungen gegen Finanzminister Bezalel Smotrich und das Likud-Knessetmitglied Nissim Vaturi wegen Aufhetzung zu Gewalt gegen Palästinenser einzuleiten. Smotrich hatte die »völlige Zerstörung« palästinensischer Städte gefordert; Vaturi hatte mehrmals gefordert, den Gazastreifen niederzubrennen. Die Aussagen von Smotrich und Vaturi wurden in der Anklage gegen Israel wegen Völkermordes vor dem Internationalen Gerichtshof als Belege für die Absichten der israelischen Regierung zitiert.
Am 4. August 2025 beschloss die israelische Regierung in einer Kabinettsitzung, Baharav-Miara als Generalstaatsanwältin aufgrund mangelndem Vertrauens abzusetzen. Der Entscheid fiel nach Medienberichten einstimmig aus, Ministerpräsident Netanjahu habe aber an der Abstimmung nicht teilgenommen. Als Reaktion auf den Kabinettsbeschluss riefen mehrere Oppositionsparteien und Organisationen das Oberste Gericht Israels an, welches umgehend in einer einstweiligen Verfügung Baharav-Miaras Absetzung stoppten. Das Gericht werde innerhalb von 30 Tagen die Absetzung prüfen, in dieser Zeit dürfe die Regierung keinen Nachfolger für Baharav-Miara bestimmen.

## Kritik
Gali Baharav-Miara »sieht manchmal wie eine Löwin aus, wenn sie für jüdische Demokratie kämpft, aber wenn es um das Verhältnis zu den Arabern geht, wird sie zu Ben-Gvir«, sagte Hassan Jabareen von der Menschenrechtsorganisation Adalah im Oktober 2024 in einem Interview, nachdem Baharav-Miara die Position der Regierung unterstützt hatte, die Leichen von Palästinensern mit israelischer Staatsbürgerschaft als Faustpfand in den Verhandlungen mit der Hamas unter Verschluss zu halten.

## Privatleben
Baharav-Miara ist verheiratet und hat drei Kinder.